# Ligne C2 du trolleybus de Lyon
La ligne C2 du trolleybus de Lyon est une ligne de bus à haut niveau de service (BHNS) du réseau TCL, exploitée par Keolis Lyon et mise en service le 29 août 2011.
Cette ligne de bus, presque intégralement en site propre, est destinée à faciliter les déplacements entre la Part-Dieu et le plateau nord. Pour ce faire, elle relie la gare de Lyon-Part-Dieu à la commune de Rillieux-la-Pape en remplacement de l'ancienne ligne de bus 59 et dessert vingt-trois stations sur près de douze kilomètres. Elle fait partie des vingt-six lignes majeures désignées sous la lettre «C» et qui composent les lignes principales du réseau routier de surface des TCL.

## Historique

### De la ligne 59 ...
Bien que la ligne C2 remplace la ligne 59, son histoire remonte aux Cars Lafond qui créent en 1965 une ligne des Transports urbains lyonnais (TUL) (Pont Lafayette - ZUP de Rillieux - Sathonay-Camp Manutention) exploitée en Saviem-Chausson SC4. Cette ligne est reprise le 1er janvier 1974 par la SLTC, qui récupère aussi le matériel roulant, et l'exploite sous l'indice 58, avec report du terminus au Pont de la Guillotière côté rive droite du Rhône avec de nombreux partiels pour les Semailles et quelques-uns pour Rillieux Salignat. Le matériel roulant est remplacé dès le mois de mars par des Saviem SC 10 U venant de la ligne 9.
Le 2 septembre 1974, la ligne 58 reprend la desserte de la route de Strasbourg à la ligne 8, le terminus de Sathonay est déplacé sur la place de la Mutualité, tandis que la desserte de la zone industrielle de Caluire voit sa desserte reprise par la ligne 58B qui est déviée par la montée des soldats et l'avenue Leclerc au lieu de Sathonay. En septembre 1975, la ligne est prolongée au nouveau centre commercial de La Part-Dieu.
En 1977 la 58B devient la 59 puis passe en libre service l'année suivant avec des SC 10 U modifiés en conséquence. Le 2 mai 1978 et à la suite de l'ouverture du métro A la ligne est prolongée à Part-Dieu Courly et passe du dépôt de Saint-Simon au dépôt d'Alsace. En 1979, la ligne est déviée par le couloir bus passant sous le centre commercial des Samouraïs, trajet qu'utilise la ligne C2 de nos jours. En 1987, la ligne est prolongée à Vancia par le cimetière de Rillieux à certains services.
Le 9 septembre 1991 et à la suite de l'ouverture du métro D, le terminus Part-Dieu - Courly est ramené à Part-Dieu - Vivier Merle et la ligne fonctionne désormais les dimanches et fêtes avec un trajet limité à Caluire-Vassieux, terminus du 41. Cette desserte dominicale est supprimée dès juillet 1992.
Le 5 septembre 1994, la ligne est déviée les jours ouvrables par la ZI de Rillieux et la ligne 59E (59 Express) est créée entre Part-Dieu - Vivier Merle et Rillieux - Semailles par la route de Strasbourg et le trajet du 58. La desserte de la Velette est supprimée en février 1998 et la ligne est déviée, pour les services allant à Vancia, par la ZI du Château d'Eau. Entre septembre 1998 et janvier 2001, la ligne est déviée ou limitée en fonction de l'avancement des travaux du tramway. Fin 2003, les autobus Renault R 312 sont remplacés par des Irisbus Agora Line €3 accessibles aux personnes en fauteuil roulant et climatisés. En 2005, certains services reçoivent un autobus articulé Irisbus Citelis 18.
En 2006, la ligne passe en montée par la porte avant. En 2007, la ligne est prolongée au lotissement du Château Bérard à Vancia et voit la création d'un service dominical l'après-midi.
La ligne 59E est supprimée le 15 juillet 2011 et la ligne 59 le 29 août 2011.

### ... à la ligne C2
La ligne C2 a été créée le 29 août 2011 quelques mois après le prolongement de la ligne C1 à Caluire-et-Cuire dont elle emprunte en partie les infrastructures. La ligne C2 reprend globalement le trajet de l'ancienne ligne 59. La desserte de Vancia est reprise par la ligne C5, qui remplace la 58 et dont la 59E suivait le trajet, et celle de la ZI de Caluire par la ligne Zi4, qui remplace l'ancienne 58E.
Dès le 22 octobre 2018 et jusqu’au 20 juin 2022, la ligne est limitée à Part-Dieu - Jules Favre à la suite des travaux d'aménagement du quartier de la Part-Dieu.

## Tracé et stations

### Tracé
La ligne C2 relie, depuis le 29 août 2011, la station Gare Part-Dieu - Vivier Merle à la station Rillieux - Semailles en traversant Lyon, Villeurbanne, Caluire-et-Cuire et Rillieux-la-Pape, en desservant vingt-trois stations dont sept en commun avec la ligne C1, pour une longueur totale de 12,1 km. Grâce à son tracé, la ligne C2 relie Rillieux-la-Pape à la gare de Lyon-Part-Dieu en un peu plus d'une demi-heure en offrant des correspondances avec les lignes de métro A et B à la station Charpennes - Charles Hernu et uniquement la ligne B aux stations Brotteaux et Gare Part-Dieu - Vivier Merle et aux lignes de tramway T1, T3, T4 et Rhônexpress de façon directe ou non à la station Gare Part-Dieu - Vivier Merle et les lignes T1 et T4 aux stations Tonkin et Charpennes - Charles Hernu.

### Itinéraire
La ligne part du boulevard Marius-Vivier-Merle entre le centre commercial régional de La Part-Dieu et la gare de Lyon-Part-Dieu en commun avec la ligne C1. Elle croise la ligne C3 au croisement avec le cours Lafayette puis s'engage sur le boulevard des Belges en empruntant des couloirs bus dans chaque sens et dessert l'ancienne gare des Brotteaux puis, tandis que la ligne C1 tourne à gauche vers le parc de la Tête-d'Or, la ligne C2 tourne à droite pour remonter vers Villeurbanne et la station de métro et de tramway Charpennes - Charles Hernu puis s'engage avenue Antoine Dutrievoz en direction du quartier Charpennes-Tonkin, en passant par le site propre du centre commercial des Samouraïs, puis tourne à gauche devant l'entrée de l'ENSSIB puis à droite devant l'entrée Stalingrad du parc de la Tête-d'Or pour remonter vers le pont Raymond-Poincaré franchissant le Rhône et de Caluire-et-Cuire, tout en passant devant la salle de spectacles Le Transbordeur en commun à nouveau avec la ligne C1 et en commun avec la circulation automobile. Arrivé à Caluire, la ligne passe à proximité de l'ancienne gare de Lyon-Saint-Clair puis s'engage dans la montée des Soldats et son site propre à alternat de circulation puis arrive en haut à la place Maréchal-Foch. La ligne se sépare alors de la ligne C1 qui tourne à gauche tandis que le C2 tourne à droite et emprunte l'avenue du général Leclerc dans sa totalité, d'abord en alternant voies réservées et passage dans la circulation générale puis arrivé au centre commercial Auchan - Caluire 2 la ligne s'engage dans un site propre à travers la PERICA et ses zones maraîchères jusqu'à la piscine de Rillieux-la-Pape où la ligne tourne à droite et regagne la circulation générale dans l'avenue du Loup Pendu puis la Rue Boileau puis la ligne tourne à gauche pour s'engager Avenue de l'Europe, artère centrale de la ville nouvelle de Rillieux-la-Pape qu'elle emprunte jusqu'à son terminus devant le lycée professionnel Sermenaz.

#### Sites propre et voies réservées
La ligne ne circule pas intégralement en site propre mais utilise surtout des voies de bus voir circule au milieu de la circulation générale. Les sites propre de la ligne sont les suivants :
- Direction Part-Dieu, la ligne emprunte une petite partie de la plate-forme de la ligne de tramway T1 juste avant d'arriver au terminus ;
- Le site propre du centre commercial des Samouraïs du quartier du Tonkin à Villeurbanne qu'emprunte aussi la ligne 70.
- Le site propre de la montée des soldats, créé en 2003, aussi emprunté par les lignes C1, 9 et 70, qui fonctionne par alternat de circulation : le matin le site propre est utilisé dans le sens de la descente jusqu'à 13 h et à partir de 14 h dans le sens de la montée ;
- Le site propre entre les stations Caluire - Chemin Petit et Piscine Loup Pendu construit en parallèle de l'avenue Leclerc et qui passe à travers les zones maraîchères de la PERICA.

Des couloirs bus sont présents principalement boulevard des Belges mais aussi à Villeurbanne, Caluire-et-Cuire et le long de l'Avenue de l'Europe à Rillieux-la-Pape.

#### Ouvrages d'art
La ligne ne dispose pas d'ouvrages d'art remarquable. Toutefois sa construction a nécessité de prolonger la rue Boileau à Rillieux-la-Pape et de construire un site propre en rognant sur des zones maraîchères .

### Liste des stations
|  |   |  | Stations                           | Communes desservies | Correspondances                                                                                 |
|  | - |  | ---------------------------------- | ------------------- | ----------------------------------------------------------------------------------------------- |
|  | ■ |  | Gare Part-Dieu - Vivier Merle      | Lyon 3e             | , TGV, TER Auvergne-Rhône-Alpes Correspondances à Gare Part-Dieu - Villette : , Cars Région X75 |
|  | • |  | Part-Dieu - Jules Favre            | Lyon 6e             | ,                                                                                               |
|  | • |  | Brotteaux                          | Lyon 6e             | ,                                                                                               |
|  | • |  | Charpennes - Charles Hernu         | Villeurbanne        | ,                                                                                               |
|  | • |  | Le Tonkin                          | Villeurbanne        | ,                                                                                               |
|  | • |  | Rossellini                         | Villeurbanne        | Bus TCL · Ligne 70                                                                              |
|  | • |  | Parc Tête d’Or - Stalingrad        | Villeurbanne        | ,                                                                                               |
|  | • |  | Cité Internationale - Transbordeur | Villeurbanne        | , Correspondances à Cité Internationale - Centre de congrès : , , Cars Région A32 A71           |
|  | • |  | Saint-Clair - Square Brosset       | Caluire-et-Cuire    | , Cars Région A32 A71                                                                           |
|  | • |  | Montée des Soldats                 | Caluire-et-Cuire    | Bus en mode C · Ligne C1 · Bus TCL · Ligne 9 · Ligne 70                                         |
|  | • |  | Caluire - Place Foch               | Caluire-et-Cuire    | Bus en mode C · Ligne C1 · Bus TCL · Ligne 9 · Ligne 70 · Ligne 77                              |
|  | • |  | Lycée Cuzin                        | Caluire-et-Cuire    | Bus TCL · Ligne 70                                                                              |
|  | • |  | Caluire - Chemin Petit             | Caluire-et-Cuire    | Bus TCL · Ligne 70 · Ligne S5 · Ligne Zi4                                                       |
|  | • |  | Leclerc - Thimonier                | Rillieux-la-Pape    |                                                                                                 |
|  | • |  | Leclerc - Drevet                   | Rillieux-la-Pape    |                                                                                                 |
|  | • |  | Companet                           | Rillieux-la-Pape    | Bus TCL · Ligne Zi4                                                                             |
|  | • |  | PERICA - Mercières                 | Rillieux-la-Pape    |                                                                                                 |
|  | • |  | Piscine Loup Pendu                 | Rillieux-la-Pape    | Bus TCL · Ligne Zi4                                                                             |
|  | • |  | Michelet                           | Rillieux-la-Pape    | Bus en mode C · Ligne C5                                                                        |
|  | • |  | Rillieux - Les Alagniers           | Rillieux-la-Pape    | GE8                                                                                             |
|  | • |  | George Sand                        | Rillieux-la-Pape    | Bus TCL · Ligne N84 · Ligne Zi4                                                                 |
|  | • |  | Les Verchères                      | Rillieux-la-Pape    | Bus TCL · Ligne N84 · Ligne Zi4                                                                 |
|  | • |  | L’Échappée                         | Rillieux-la-Pape    | ,                                                                                               |
|  | ■ |  | Rillieux - Semailles               | Rillieux-la-Pape    | , , Réseau Colibri : Lignes 3 et 4                                                              |

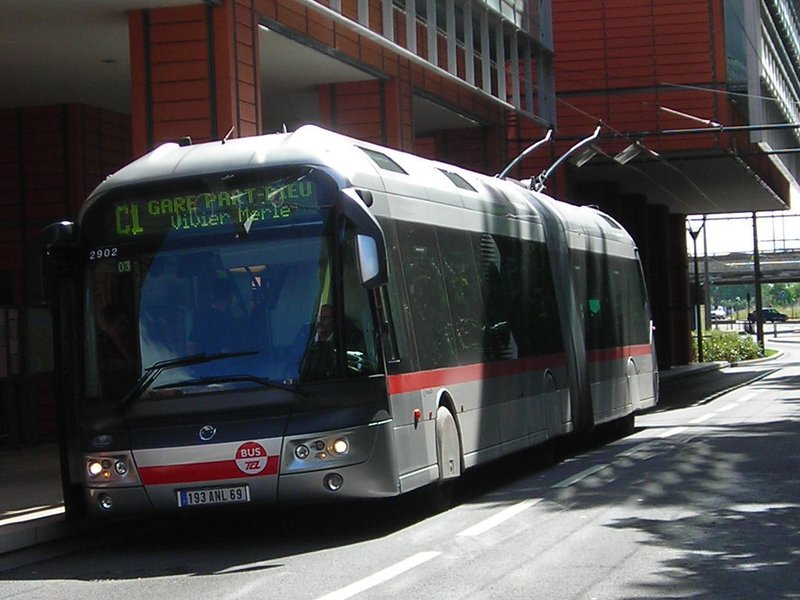
Trolleybus de la ligne C1 à la Cité internationale de Lyon

Toutes les stations de la ligne C2, ainsi que des lignes C1 et C3, sont équipées de bornes du système d'information Visulys à l'exception de certaines stations dont Montée des Soldats. Des distributeurs automatiques de titres de transport sont installés sur les quais des stations les plus importantes comme aux terminus. Elles sont toutes accessibles aux personnes à mobilité réduite, y compris aux utilisateurs de fauteuil roulant, les arrêts sont équipés d'une version spécifique des abribus utilisés sur les autres lignes, caractérisés par un toit vitrée, toutefois la signalétique est identique à celle des lignes de trolleybus et de bus classiques.

## Exploitation

### Présentation
La ligne C2 est exploitée par Keolis Lyon délégataire du réseau TCL. Elle fonctionne entre 4 h 50 (6 h les dimanches et jours de fête) et 0 h 30, tous les jours sur la totalité du parcours.
La création de la ligne C2 s’inscrit dans un projet global d’amélioration de l’offre de transports dans le nord de la métropole. Elle a donc pour objectifs de mieux répondre aux attentes de la population habitant ou travaillant dans ces communes en favorisant l’utilisation des transports en commun, de développer une liaison efficace entre Rillieux-la-Pape, commune d'environ 30 000 habitants, et la gare de Lyon-Part-Dieu.

### Temps de parcours et fréquences
Les trolleybus relient Gare Part-Dieu - Vivier Merle à Rillieux - Semailles en une trentaine de minutes. Il y a, en semaine, un bus toutes les sept minutes aux heures de pointe et toutes les dix minutes aux heures creuses, le samedi à raison d'un bus toutes les quinze à vingt minutes le matin, toutes les dix minutes l'après-midi, les dimanches et fêtes à raison d'un bus toutes les vingt à trente minutes le matin, toutes les quinze minutes l'après-midi et un toutes les quinze à trente minutes tous les soirs pour un temps de trajet de 32 minutes, grâce à l'instauration de la priorité aux feux tricolores sur la presque totalité de la ligne. Grâce à la circulation de trolleybus articulés et à une fréquence de passage élevée aux heures de pointe, la ligne peut transporter jusqu'à 15 000 voyageurs par jour.

### Le matériel roulant

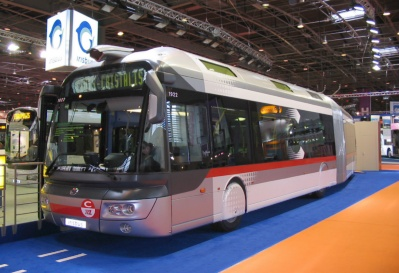
Irisbus Cristalis ETB 18.

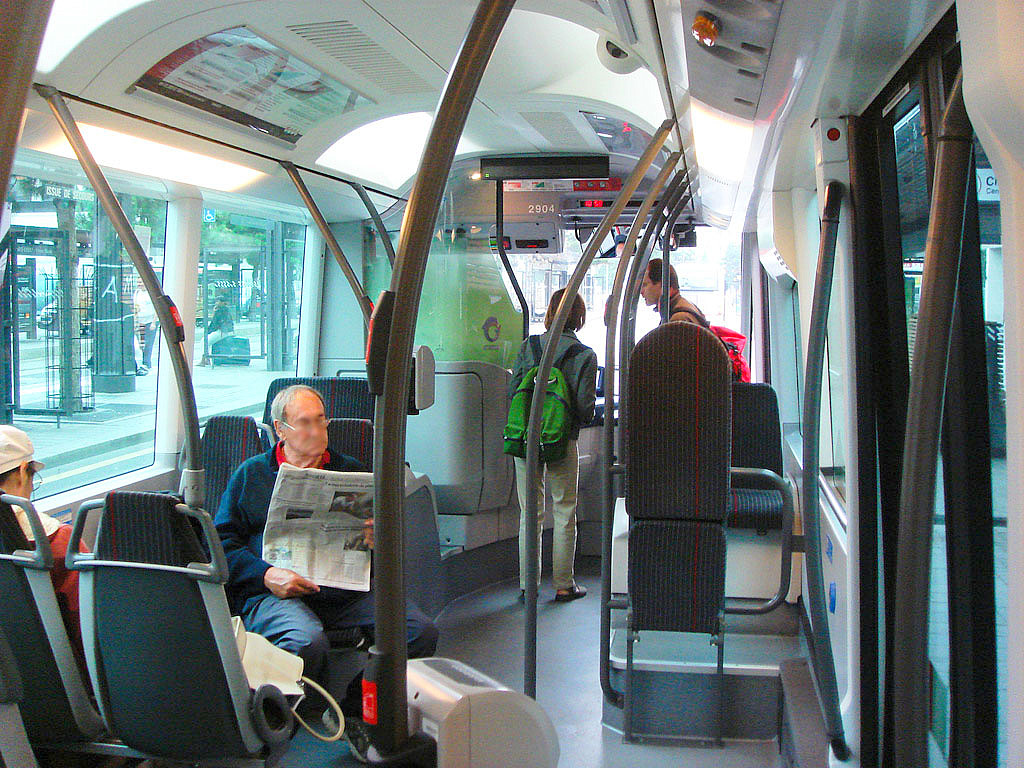
Intérieur d'un véhicule.

Lors de sa mise en service, la ligne est équipée de quatorze trolleybus articulés Irisbus Cristalis ETB 18 qui se distinguent des Cristalis ETB 12 par une décoration spécifique et propre aux lignes C1 à C3. De plus, ils disposent de 100 places et sont équipés de plancher bas pour faciliter l'accès des personnes à mobilité réduite et des utilisateurs de fauteuil roulant. Ils sont équipés du système d'information Visulys embarqué, et du système i-TCL.
Ces trolleybus sont issues de deux tranches de livraison : les quatre premiers trolleybus (nos 2914 à 2917) furent livrés neufs en 2007 et furent mis en service sur la ligne C1, les onze véhicules de la tranche livrée en 2010 (nos 2918 à 2928), caractérisés par des girouettes à diodes, livrés en prévision de l'ouverture de la ligne C2 et du prolongement du C1. Des véhicules de cette dernière tranche furent affectées sur C1 en attendant la mise en service de la ligne C2.
Aujourd'hui, la ligne est gérée par l'Unité de Transport Nord (UTN). C'est là que sont remisés et entretenus les véhicules de la ligne ainsi que ceux d'une dizaine d'autres lignes dont ceux de la ligne C1, autre ligne majeure du réseau partageant les mêmes caractéristiques. 
Lors de travaux ou pendant l'été, la ligne est exploitée avec des Citelis 18 et parfois également avec des  Urbanway 18 prêtés par d'autres dépôts.
Après des tests avec les nouveaux trolleybus 24 mètres Lightram DC 19 du constructeur suisse Hess entre les années 2022 et 2024 qui se sont montrés concluants, ils circulent dès lors en alternance avec les Cristalis ETB18 en période scolaire et intégralement pendant les vacances 

### La priorité des bus aux carrefours à feux
Un système de priorité pour les bus aux carrefours à feux a été installé à la plupart des carrefours situés sur le tracé de la ligne, y compris sur les tronçons en voie banalisée, notamment à Caluire-et-Cuire et Rillieux-la-Pape.
Les trolleybus sont détectés soit par des boucles magnétiques au sol soit à distance grâce à des balises embarquées communicant par messages envoyés par ondes radio à certains contrôleurs de feux tricolores qui les reçoivent à l'aide d'une petite antenne.

### Tarification et financement

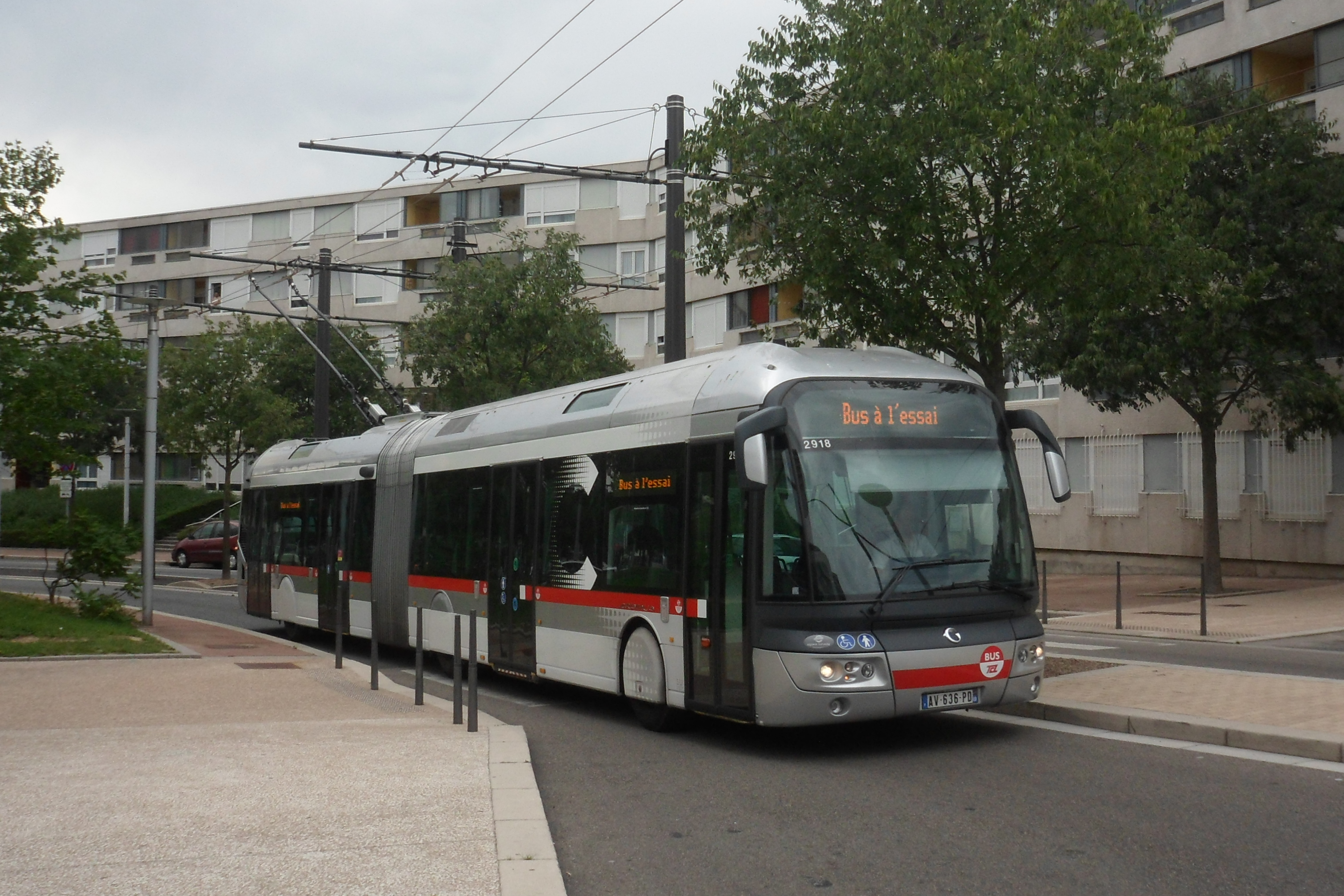
ETB 18 en tests sur la ligne C2 à Rillieux, en août 2011.

La tarification est identique sur l'ensemble du réseau TCL, et est accessible avec l'ensemble des tickets et abonnements existants. Un ticket unité permet un trajet simple quelle que soit la distance, avec une ou plusieurs correspondances possibles avec les autres lignes de bus, tramway, funiculaire et de métro pendant une durée maximale de 1 h entre la première et dernière validation.
Un ticket validé dans un trolleybus permet d'emprunter l'ensemble du réseau, quel que soit le mode de transport. Le trajet retour est autorisé avec le même ticket depuis le 1er janvier 2013 dans la limite d'une heure après sa première validation.
Le financement du fonctionnement des lignes (entretien, matériel et charges de personnel) est assuré par l'exploitant Keolis Lyon. Cependant, les tarifs des billets et abonnements dont le montant est limité par décision politique ne couvrent pas les frais réels de transport. Le manque à gagner est compensé par l'autorité organisatrice, SYTRAL Mobilités. Il définit les conditions générales d'exploitation ainsi que la durée et la fréquence des services.

## Tourisme
La ligne C2 dessert plusieurs lieux d'attraction :
- Le centre commercial régional de La Part-Dieu dans le 3e arrondissement de Lyon ;
- Le parc de la Tête-d'Or situé dans le 6e arrondissement de Lyon ;
- La Cité internationale situé dans le 6e arrondissement de Lyon ;
- Le centre commercial des Samouraïs du quartier du Tonkin à Villeurbanne ;
- L'Institut régional d'administration de Lyon à Villeurbanne ;
- L'École nationale supérieure des sciences de l'information et des bibliothèques à Villeurbanne ;
- Le Transbordeur à  Villeurbanne ;
- Le centre commercial Caluire 2 à Caluire-et-Cuire ;
- Le centre nautique de Rillieux-la-Pape ;
- La médiathèque de Rillieux-la-Pape.